# Літературна премія імені Бориса Нечерди
Літературна премія імені Бориса Нечерди заснована Лігою українських меценатів, редакцією журналу «Київ» та Одеською організацією Національної спілки письменників України.
«Я жив як міг, я не лукавив», — мабуть, ці рядки можна було б поставити як епіграф до всієї творчості видатного українського поета Бориса Нечерди. І саме за такими високими критеріями, а ще «за самобутні художні відкриття та утвердження нових напрямків в українській поезії» журі визначає лауреатів премії його імені.

## Лауреати
2018 рік
- Олена Пашук — за поетичну книжку «Паранджа»[1].

2016 рік
- Власта Власенко[2] — за поетичну добірку, опубліковану в газеті «Слово Просвіти»

2010 рік

- Станіслав Бондаренко — за свої поетичні добірки в часописах «Сучасність», «Київ», «Кур'єр Кривбасу» і «Неопалима купина».

2009 рік
- Павло Вольвач — за поетичну книжку «Тривання подорожі».

2008 рік
- Олена О'Лір (Олена Бросаліна) — книга «Прочанські пісні».

2006 рік
- Ольга Слоньовська — член НСПУ, доцент Прикарпатського університету ім. В. Стефаника. Книга віршів «Джоконда» (вид. «Український письменник»).
- Петро Поліщук — лауреат премії ім. Василя Симоненка «Берег надії». Книжка «Май… Софіївка… Жасмин…» (м. Черкаси).

2005 рік
- Анатолій Качан — як виняток, за систематизацію і популяризацію творчої спадщини Бориса Нечерди та за упорядкування книги поета у «Бібліотеці Шевченківського комітету», а також за книгу власних віршів «Чари ворожбита».

2004 рік
- Василь Кухта — книжка «Пава повстання», яка побачила світ у видавництві «Карпатська вежа»(2004).

2003 рік
- Теодозія Зарівна — за книжку «З вітчизною у гербі».

2002 рік
- Сергій Жадан — «поет, який продовжує традиції модерного пошуку, напруженного метафоричного письма, що було притаманне творчості Бориса Нечерди», — Тарас Федюк, президент Асоціації українських письменників. Книжка «Балади про війну і відбудову».
- Василь Слапчук — один з тих, для кого тема війни (локальної — афганської, на якій він побував, та глобальної — протистояння людини людині на всіх рівнях співіснування) у власній творчості є постійною. Премію присуджено за поетичну книгу «Навпроти течії трави» («Надстир'я», 2001) .

2001 рік
- Тетяна Дзюба — автор багатьох публікацій у преси, а також поетичної книги «Акомодація до часу» (видавництво «Ярославів Вал», Київ, 2000).
- Іван Андрусяк — представник авангардового напрямку в сучасній українській поезії, книга «Повернення в Ґалапаґос» (Видавнича агенція «OST», Донецьк, 2001).

2000 рік
- Ігор Павлюк
- Анатолій Мойсієнко

1999 рік
- Валентина Давиденко
- Анатолій Кичинський